# Margherita Chimenti
Margherita Chimenti, detta La Droghierina (Roma, ... – ...; fl. circa 1733-1746), è stata un soprano italiano, attiva nel periodo dal 1733 al 1746, spesso in ruoli "en travesti".

## Biografia
Di origine romana, iniziò la carriera verso il 1733 cantando a Camerino nell'Artaserse di Leonardo Vinci. L'anno dopo si spostò a Napoli, per la stagione 1734-1735, dove interpretò Adriano in Siria di Pergolesi e un'opera di Leo Mancini e Sarro, insieme alla Turcotti e alla Fumagalli. Interpretò Rosmiri ne La generosità politica di Giovanni Francesco Marchi a San Samuele di Venezia nel 1736, con Maria Camati, Francesco Gasparini e Teresa Zanucchi.

## Londra ed Händel
Le cronache la danno poi a Londra, ingaggiata dall'Opera della Nobiltà per la sua ultima stagione con Farinelli, interprete anche di ruoli maschili, come Olinto nel Demetrio di Pescetti e Annio ne La Clemenza di Tito di Veracini. Entrò a far parte della compagnia di Händel, con Élisabeth Duparc, Antonia Merighi e Caffarelli, e fu la prima interprete del ruolo di Adolfo nel Faramondo e di Atalanta nel Serse. Cantò anche Laodice nel Siroe di Johann Adolf Hasse. Partecipa poi, in abiti maschili, anche a La conquista del vello d'oro di Pescetti e all'Alessandro Severo, sempre di Händel. 

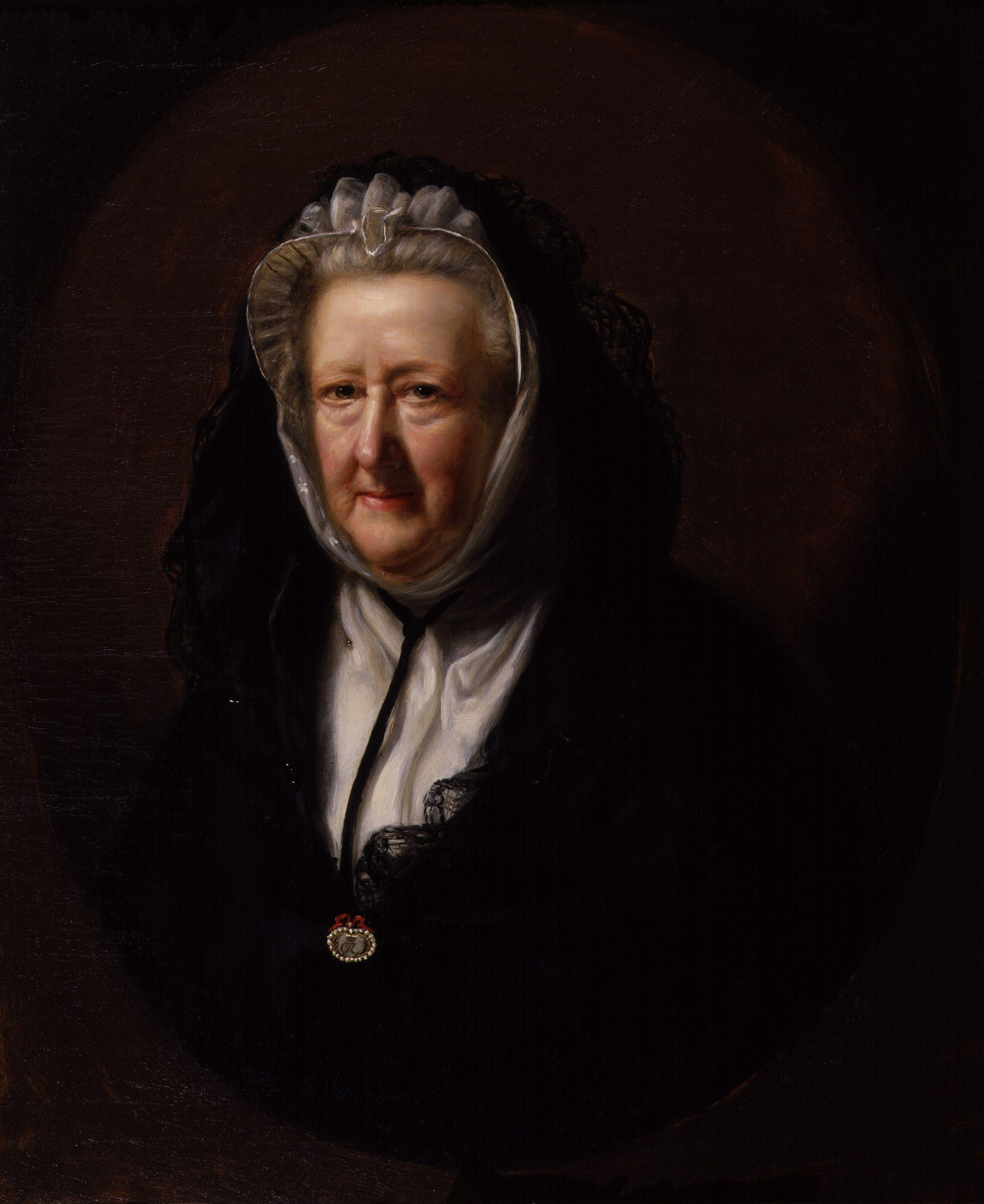
Mary Delany (nata Granville) di John Opie

Curiosa la testimonianza di Mary Delany, già Pendarves, signora dell'alta società londinese nata Granville, ammiratrice, amica e vicina di casa di Händel, che ne parla come di una «buona donna tollerabile, con una bella voce”.

## Rientro in Italia
In viaggio di ritorno verso l'Italia si ferma ad Amsterdam per cantare in beneficenza, il 28 marzo 1738. A Livorno, cantò poi con il tenore Del Rosso e successivamente a Torino con il tenore Amorevoli. Nel 1741, a Firenze, canta nell'Arminio di Giuseppe Scarlatti, con Felice Salimbeni e Giustina Turcotti, e a Bologna si esibisce come protagonista ne L'Olimpiade di Antonio Vivaldi e Carlo Tessarini. Nel 1741-1742, spostatasi a Venezia, interpreta Carcani e Fiorillo con il castrato Stefano Leonardi ed il contralto Giacinta Forcellini. Infine, nel 1746, è ancora a Napoli dove interpreta Catone in Utica di Egidio Romualdo Duni con Astrua, Babbi e Gizziello.